# Cecilija I. od Urgella
Doña Cecilija I. od Urgella (katalonski: Cecília I d'Urgell; španjolski: Cecilia I de Urgel; umrla 1384.) bila je španjolska plemkinja, gospa Commingesa i grofica Urgella.
Bila je kći Bernarda VIII. od Commingesa i njegove treće žene Marte, kćeri Margarite od Foixa. Imala je sestre Leonoru i Ivanu.
1336. Cecilija se udala za infanta Aragonije, princa Jakova, koji je bio grof Urgella.
Jakov i Cecilija su imali sina Petra i kćer Izabelu (šp.: Isabel de Aragón). Nakon smrti Don Jakova, koji je možda čak otrovan, Cecilija je vladala Urgellom jer je Petar još bio dječak. Bilo je to "zlatno doba Urgella".
1339. umro je Cecilijin jedini brat Ivan te je Cecilija postala bogata nasljednica.
Umrla je 1384. te je bila baka Jakova II. od Urgella, posljednjeg grofa tog mjesta.